# Kazahsztán a 2022. évi téli olimpiai játékokon
Kazahsztán a kínai Pekingben megrendezett 2022. évi téli olimpiai játékok egyik részt vevő nemzete volt. Az országot az olimpián 5 sportágban 34 sportoló képviselte, akik érmet nem szereztek.

## Alpesisí
Férfi
| Versenyző     | Versenyszám      | 1. futam      | 1. futam      | 2. futam | 2. futam | Összesítés | Összesítés |
| Versenyző     | Versenyszám      | Idő           | Hely.         | Idő      | Hely.    | Idő        | Helyezés   |
| ------------- | ---------------- | ------------- | ------------- | -------- | -------- | ---------- | ---------- |
| Zakhar Kuchin | Óriás-műlesiklás | nem ért célba | nem ért célba | kiesett  | kiesett  | kiesett    | kiesett    |
| Zakhar Kuchin | Műlesiklás       | 1:03,68       | 43.           | 58,98    | 37.      | 2:02,66    | 36.        |

Női
| Versenyző            | Versenyszám | 1. futam      | 1. futam      | 2. futam | 2. futam | Összesítés | Összesítés |
| Versenyző            | Versenyszám | Idő           | Hely.         | Idő      | Hely.    | Idő        | Helyezés   |
| -------------------- | ----------- | ------------- | ------------- | -------- | -------- | ---------- | ---------- |
| Alexandra Troitskaya | Műlesiklás  | nem ért célba | nem ért célba | kiesett  | kiesett  | kiesett    | kiesett    |

## Biatlon
Férfi
| Versenyző         | Versenyszám            | Időeredmény | Lövőhiba    | Helyezés |
| ----------------- | ---------------------- | ----------- | ----------- | -------- |
| Vladislav Kireyev | 20 km egyéni indításos | 52:29,2     | 0 (0+0+0+0) | 25.      |
| Vladislav Kireyev | 10 km sprint           | 27:21,7     | 1 (1+0)     | 77.      |
| Alexandr Mukhin   | 20 km egyéni indításos | 55:00,4     | 4 (1+1+0+2) | 52.      |
| Alexandr Mukhin   | 12,5 km üldözőverseny  | 47:45,0     | 8 (3+1+2+2) | 57.      |
| Alexandr Mukhin   | 10 km sprint           | 26:37,2     | 1 (1+0)     | 49.      |

Női
| Versenyző           | Versenyszám            | Időeredmény | Lövőhiba    | Helyezés |
| ------------------- | ---------------------- | ----------- | ----------- | -------- |
| Galina Vishnevskaya | 15 km egyéni indításos | 49:32,3     | 1 (0+1+0+0) | 44.      |
| Galina Vishnevskaya | 7,5 km sprint          | 23:22,6     | 1 (1+0)     | 52.      |
| Galina Vishnevskaya | 10 km üldözőverseny    | 41:47,9     | 4 (1+0+0+3) | 52.      |

## Északi összetett
| Versenyző        | Versenyszám        | Síugrás | Síugrás | Síugrás | Síugrás    | Sífutás | Sífutás | Összesítés | Összesítés |
| Versenyző        | Versenyszám        | Táv     | Pont    | Hely.   | Időhátrány | Idő     | Hely.   | Idő        | Helyezés   |
| ---------------- | ------------------ | ------- | ------- | ------- | ---------- | ------- | ------- | ---------- | ---------- |
| Chingiz Rakparov | Normálsánc + 10 km | 79,5    | 69,9    | 38.     | +4:12      | 27:51,1 | 41.     | 32:03,1    | 41.        |
| Chingiz Rakparov | Nagysánc + 10 km   | 111,5   | 69,6    | 38.     | +4:41      | 30:07,5 | 46.     | 34:48,5    | 43.        |

## Gyorskorcsolya
Férfi
| Versenyző       | Versenyszám | Eredmény | Helyezés |
| --------------- | ----------- | -------- | -------- |
| Ivan Arzhanikov | 500 m       | 35,82    | 28.      |
| Denis Kuzin     | 1000 m      | 1:10,077 | 23.      |
| Dmitriy Morozov | 1000 m      | 1:09,61  | 17.      |
| Dmitriy Morozov | 1500 m      | 1:47,01  | 18.      |

Női
| Versenyző         | Versenyszám | Eredmény | Helyezés |
| ----------------- | ----------- | -------- | -------- |
| Yekaterina Aidova | 500 m       | 1:59,01  | 18.      |
| Yekaterina Aidova | 1000 m      | 1:16,70  | 19.      |
| Yekaterina Aidova | 1500 m      | 38,54    | 20.      |
| Nadezhda Morozova | 1000 m      | 1:15,69  | 11.      |
| Nadezhda Morozova | 1500 m      | 1:56,85  | 14.      |
| Nadezhda Morozova | 3000 m      | 4:04,97  | 13.      |

Tömegrajtos
| Versenyző         | Versenyszám | Elődöntő | Elődöntő | Elődöntő | Döntő   | Döntő   | Helyezés |
| Versenyző         | Versenyszám | Pont     | Idő      | Hely.    | Pont    | Idő     | Helyezés |
| ----------------- | ----------- | -------- | -------- | -------- | ------- | ------- | -------- |
| Dmitriy Morozov   | Férfi       | 2        | 8:08,73  | 10.      | kiesett | kiesett | 19.      |
| Nadezhda Morozova | Női         | 3        | 8:42,23  | 8.       | 0       | 8:21,05 | 14.      |

## Rövidpályás gyorskorcsolya
Férfi
| Versenyző         | Versenyszám | Előfutam | Előfutam | Negyeddöntő | Negyeddöntő | Elődöntő | Elődöntő | B döntő | B döntő | Döntő    | Döntő   | Helyezés    |
| Versenyző         | Versenyszám | Idő      | Hely.    | Idő         | Hely.       | Idő      | Hely.    | Idő     | Hely.   | Idő      | Hely.   | Helyezés    |
| ----------------- | ----------- | -------- | -------- | ----------- | ----------- | -------- | -------- | ------- | ------- | -------- | ------- | ----------- |
| Abzal Azhgaliyev  | 500 m       | 40,870   | 1.       | 40,643      | 3.          | 40,462   | 2.       |         |         | 40,869   | 4.      | 4.          |
| Adil Galiakhmetov | 500 m       | 40,722   | 2.       | 40,925      | 5.          | kiesett  | kiesett  | kiesett | kiesett | kiesett  | kiesett | 19.         |
| Adil Galiakhmetov | 1000 m      | 1:24,855 | 3.       | kiesett     | kiesett     | kiesett  | kiesett  | kiesett | kiesett | kiesett  | kiesett | 22.         |
| Adil Galiakhmetov | 1500 m      |          |          | 2:11,823    | 2.          | 2:18,291 | 4. ADVA  |         |         | 2:11,584 | 8.      | 8.          |
| Denis Nikisha     | 500 m       | 40,482   | 1.       | 40,355      | 1.          | 41,005   | 4.       | 41,329  | 3.      |          |         | 8.          |
| Denis Nikisha     | 1500 m      |          |          | kizárták    | kizárták    | kiesett  | kiesett  | kiesett | kiesett | kiesett  | kiesett | helyezetlen |

Női
| Versenyző      | Versenyszám | Előfutam | Előfutam | Negyeddöntő | Negyeddöntő | Elődöntő | Elődöntő | B döntő | B döntő | Döntő   | Döntő   | Helyezés    |
| Versenyző      | Versenyszám | Idő      | Hely.    | Idő         | Hely.       | Idő      | Hely.    | Idő     | Hely.   | Idő     | Hely.   | Helyezés    |
| -------------- | ----------- | -------- | -------- | ----------- | ----------- | -------- | -------- | ------- | ------- | ------- | ------- | ----------- |
| Olga Tikhonova | 1000 m      | 1:56,438 | 3.       | kiesett     | kiesett     | kiesett  | kiesett  | kiesett | kiesett | kiesett | kiesett | 24.         |
| Olga Tikhonova | 1500 m      |          |          | kizárták    | kizárták    | kiesett  | kiesett  | kiesett | kiesett | kiesett | kiesett | helyezetlen |

Vegyes
| Versenyző                                               | Versenyszám  | Negyeddöntő | Negyeddöntő | Elődöntő | Elődöntő | B döntő  | B döntő | Döntő | Döntő | Helyezés |
| Versenyző                                               | Versenyszám  | Idő         | Hely.       | Idő      | Hely.    | Idő      | Hely.   | Idő   | Hely. | Helyezés |
| ------------------------------------------------------- | ------------ | ----------- | ----------- | -------- | -------- | -------- | ------- | ----- | ----- | -------- |
| Abzal Azhgaliyev Yana Khan Denis Nikisha Olga Tikhonova | 2000 m váltó | 2:43,004    | 3.          | 2:42,575 | 3.       | 2:44,148 | 2.      |       |       | 5.       |

## Síakrobatika
Ugrás
| Versenyző              | Versenyszám | Selejtező  | Selejtező  | Selejtező  | Selejtező     | Selejtező  | Döntő      | Döntő      | Döntő         | Döntő      | Döntő      | Helyezés |
| Versenyző              | Versenyszám | 1. forduló | 1. forduló | 2. forduló | 2. forduló    | 2. forduló | 1. forduló | 1. forduló | 1. forduló    | 1. forduló | 2. forduló | Helyezés |
| Versenyző              | Versenyszám | Pont       | Hely.      | Pont       | Jobb eredmény | Hely.      | 1. ugrás   | 2.ugrás    | Jobb eredmény | Hely.      | Pont       | Helyezés |
| ---------------------- | ----------- | ---------- | ---------- | ---------- | ------------- | ---------- | ---------- | ---------- | ------------- | ---------- | ---------- | -------- |
| Sherzod Khashyrbayev   | Férfi       | 109,74     | 15.        | 69,23      | 109,74        | 13.        | kiesett    | kiesett    | kiesett       | kiesett    | kiesett    | 19.      |
| Zhanbota Aldabergenova | Női         | 80,56      | 12.        | 68,26      | 80,56         | 7.         | kiesett    | kiesett    | kiesett       | kiesett    | kiesett    | 13.      |
| Akmarzhan Kalmurzayeva | Női         | 70,86      | 19.        | 98,68      | 98,68         | 1.         | 52,36      | 71,23      | 71,23         | 11.        | kiesett    | 11.      |

| Versenyző                                                          | Versenyszám | 1. forduló | 1. forduló | 2. forduló | 2. forduló |
| Versenyző                                                          | Versenyszám | Pont       | Hely.      | Pont       | Hely.      |
| ------------------------------------------------------------------ | ----------- | ---------- | ---------- | ---------- | ---------- |
| Sherzod Khashyrbayev Zhanbota Aldabergenova Akmarzhan Kalmurzayeva | Vegyes      | nem indult | nem indult | kiesett    | kiesett    |

Mogul
| Versenyző           | Versenyszám | Selejtező     | Selejtező     | Selejtező     | Selejtező     | Selejtező  | Selejtező  | Selejtező  | Selejtező  | Döntő      | Döntő      | Döntő      | Döntő      | Döntő      | Döntő      | Döntő      | Döntő      | Döntő      | Döntő      | Döntő      | Helyezés |
| Versenyző           | Versenyszám | 1. forduló    | 1. forduló    | 1. forduló    | 1. forduló    | 2. forduló | 2. forduló | 2. forduló | 2. forduló | 1. forduló | 1. forduló | 1. forduló | 1. forduló | 2. forduló | 2. forduló | 2. forduló | 2. forduló | 3. forduló | 3. forduló | 3. forduló | Helyezés |
| Versenyző           | Versenyszám | Idő           | Pont          | Össz.         | Hely.         | Idő        | Pont       | Össz.      | Hely.      | Idő        | Pont       | Össz.      | Hely.      | Idő        | Pont       | Össz.      | Hely.      | Idő        | Pont       | Össz.      | Helyezés |
| ------------------- | ----------- | ------------- | ------------- | ------------- | ------------- | ---------- | ---------- | ---------- | ---------- | ---------- | ---------- | ---------- | ---------- | ---------- | ---------- | ---------- | ---------- | ---------- | ---------- | ---------- | -------- |
| Pavel Kolmakov      | Férfi       | 24,85         | 58,86         | 74,09         | 17.           | 25,18      | 54,74      | 69,54      | 11.        | kiesett    | kiesett    | kiesett    | kiesett    | kiesett    | kiesett    | kiesett    | kiesett    | kiesett    | kiesett    | kiesett    | 21.      |
| Dmitriy Reiherd     | Férfi       | 25,25         | 60,73         | 75,43         | 12.           | 25,24      | 60,18      | 74,90      | 7.         | 24,78      | 61,58      | 76,90      | 9.         | 25,32      | 62,16      | 76,77      | 8.         | kiesett    | kiesett    | kiesett    | 8.       |
| Ayaulym Amrenova    | Női         | 29,97         | 52,59         | 66,82         | 16.           | 30,45      | 52,09      | 65,78      | 12.        | kiesett    | kiesett    | kiesett    | kiesett    | kiesett    | kiesett    | kiesett    | kiesett    | kiesett    | kiesett    | kiesett    | 22.      |
| Yuliya Galysheva    | Női         | nem indult    | nem indult    | nem indult    | nem indult    | 30,47      | 55,55      | 69,21      | 9.         | 29,61      | 60,34      | 74,97      | 7.         | 29,83      | 35,36      | 49,74      | 11.        | kiesett    | kiesett    | kiesett    | 11.      |
| Anastassiya Gorodko | Női         | nem ért célba | nem ért célba | nem ért célba | nem ért célba | 28,97      | 52,12      | 67,47      | 11.        | kiesett    | kiesett    | kiesett    | kiesett    | kiesett    | kiesett    | kiesett    | kiesett    | kiesett    | kiesett    | kiesett    | 21.      |
| Olessya Graur       | Női         | 33,29         | 44,69         | 57,18         | 23.           | 32,05      | 26,60      | 38,48      | 18.        | kiesett    | kiesett    | kiesett    | kiesett    | kiesett    | kiesett    | kiesett    | kiesett    | kiesett    | kiesett    | kiesett    | 28.      |

## Sífutás
Távolsági
Férfi
| Versenyző         | Versenyszám | Klasszikus | Klasszikus | Szabad     | Szabad     | Összesen   | Összesen |
| Versenyző         | Versenyszám | Idő        | Hely.      | Idő        | Hely.      | Idő        | Helyezés |
| ----------------- | ----------- | ---------- | ---------- | ---------- | ---------- | ---------- | -------- |
| Vitaliy Pukhkalo  | 15 km       |            |            |            |            | 40:39,6    | 25.      |
| Vitaliy Pukhkalo  | 30 km       | 41:36,8    | 24.        | 41:32,1    | 39.        | 1:23:45,1  | 32.      |
| Yevgeniy Velichko | 15 km       |            |            |            |            | 41:27,3    | 40.      |
| Yevgeniy Velichko | 30 km       | 44:20,9    | 53.        | lekörözték | lekörözték | lekörözték | 57.      |
| Yevgeniy Velichko | 50 km       |            |            |            |            | 1:18:43,8  | 43.      |

Női
| Versenyző                                                            | Versenyszám    | Klasszikus | Klasszikus | Szabad  | Szabad | Összesen  | Összesen |
| Versenyző                                                            | Versenyszám    | Idő        | Hely.      | Idő     | Hely.  | Idő       | Helyezés |
| -------------------------------------------------------------------- | -------------- | ---------- | ---------- | ------- | ------ | --------- | -------- |
| Irina Bykova                                                         | 30 km          |            |            |         |        | 1:42:42,0 | 54.      |
| Kseniya Shalygina                                                    | 10 km          |            |            |         |        | 32:09,9   | 53.      |
| Kseniya Shalygina                                                    | 15 km          | 25:25,9    | 44.        | 24:21,5 | 45.    | 50:37,7   | 48.      |
| Angelina Shuryga                                                     | 10 km          |            |            |         |        | 32:08,8   | 52.      |
| Angelina Shuryga                                                     | 15 km          | 26:05,6    | 50.        | 24:13,2 | 43.    | 50:55,3   | 49.      |
| Angelina Shuryga                                                     | 30 km          |            |            |         |        | 1:36:29,6 | 42.      |
| Nadezhda Stepashkina                                                 | 10 km          |            |            |         |        | 32:27,2   | 57.      |
| Nadezhda Stepashkina                                                 | 15 km          | 27:26,4    | 58.        | 25:20,1 | 58.    | 53:35,3   | 58.      |
| Nadezhda Stepashkina                                                 | 30 km          |            |            |         |        | 1:39:38,8 | 49.      |
| Valeriya Tyuleneva                                                   | 10 km          |            |            |         |        | 32:52,1   | 59.      |
| Valeriya Tyuleneva                                                   | 15 km          | 26:07,8    | 51.        | 24:41,6 | 52.    | 51:30,8   | 51.      |
| Kseniya Shalygina Angelina Shuryga Nadezhda Stepashkina Irina Bykova | 4 × 5 km váltó |            |            |         |        | 1:01:15,4 | 15.      |

Sprint
| Versenyző                              | Versenyszám         | Selejtező | Selejtező | Negyeddöntő | Negyeddöntő | Elődöntő | Elődöntő | Döntő   | Helyezés |
| Versenyző                              | Versenyszám         | Idő       | Hely.     | Idő         | Hely.       | Idő      | Hely.    | Idő     | Helyezés |
| -------------------------------------- | ------------------- | --------- | --------- | ----------- | ----------- | -------- | -------- | ------- | -------- |
| Vitaliy Pukhkalo                       | Férfi egyéni sprint | 3:06,31   | 66.       | kiesett     | kiesett     | kiesett  | kiesett  | kiesett | 66.      |
| Yevgeniy Velichko                      | Férfi egyéni sprint | 3:04,52   | 62.       | kiesett     | kiesett     | kiesett  | kiesett  | kiesett | 62.      |
| Irina Bykova                           | Női egyéni sprint   | 3:42,70   | 68.       | kiesett     | kiesett     | kiesett  | kiesett  | kiesett | 68.      |
| Kseniya Shalygina                      | Női egyéni sprint   | 3:41,55   | 67.       | kiesett     | kiesett     | kiesett  | kiesett  | kiesett | 67.      |
| Angelina Shuryga                       | Női egyéni sprint   | 3:35,93   | 60.       | kiesett     | kiesett     | kiesett  | kiesett  | kiesett | 60.      |
| Nadezhda Stepashkina                   | Női egyéni sprint   | 3:32,56   | 51.       | kiesett     | kiesett     | kiesett  | kiesett  | kiesett | 51.      |
| Kseniya Shalygina Nadezhda Stepashkina | Női csapatsprint    |           |           |             |             | 24:57,59 | 10.      | kiesett | 19.      |

## Síugrás
Férfi
| Versenyző        | Versenyszám | Selejtező | Selejtező | Selejtező | 1. ugrás | 1. ugrás | 1. ugrás | 2. ugrás | 2. ugrás | 2. ugrás | Összesítés | Összesítés |
| Versenyző        | Versenyszám | Táv       | Pont      | Hely.     | Táv      | Pont     | Hely.    | Táv      | Pont     | Hely.    | Pont       | Helyezés   |
| ---------------- | ----------- | --------- | --------- | --------- | -------- | -------- | -------- | -------- | -------- | -------- | ---------- | ---------- |
| Sergey Tkachenko | Normálsánc  | 68,0      | 43,1      | 50.       | 95,0     | 110,3    | 41.      | kiesett  | kiesett  | kiesett  | kiesett    | kiesett    |
| Sergey Tkachenko | Nagysánc    | 103,0     | 60,7      | 54.       | kiesett  | kiesett  | kiesett  | kiesett  | kiesett  | kiesett  | kiesett    | kiesett    |
| Danil Vassilyev  | Normálsánc  | 70,5      | 46,2      | 49.       | 92,0     | 101,0    | 46.      | kiesett  | kiesett  | kiesett  | kiesett    | kiesett    |
| Danil Vassilyev  | Nagysánc    | 98,5      | 69,4      | 51.       | kiesett  | kiesett  | kiesett  | kiesett  | kiesett  | kiesett  | kiesett    | kiesett    |